# Österreichischer Frauen-Fußballcup 1975/76
Der Österreichische Frauen-Fußballcup wurde in der Saison 1975/76 unter dem Namen Frauen-Fußball-Cup, ausgerichtet vom Wiener Fußball-Verband, zum vierten Mal ausgespielt. Den Pokal gewann zum dritten Mal der USC Landhaus.

## Teilnehmende Mannschaften
Für den österreichischen Frauen-Fußballcup hätten sich anhand der Teilnahme der Liga der Saison 1975/76 folgende 6(!!) Mannschaften, die nach der Saisonplatzierung der Saison 1974/75 geordnet sind, qualifiziert. Teams, die als durchgestrichen gekennzeichnet sind, nahmen zwar an der Saison 1974/75 teil, waren in dieser Saison in der Meisterschaft nicht spielberechtigt und spielten daher nicht um den Pokal mit.
| Damenliga Ost (6) |
| --- |
| - USC Landhaus (W) (C) - DFC Ostbahn XI (W) - SV Kagran (W) - SV Enzesfeld-Hirtenberg (NÖ) - USC Halbturn (B) - KSV Ankerbrot Wien (W) - SC Hainfeld (W) - FC Pauker Wien (W) - SV Elektra Wien (W) (N) |
| Erläuterungen Länderkürzel: (B): Burgenland, (NÖ): Niederösterreich, (W): Wien |

| (C) | amtierender Cupsieger 1974/75    |
| (N) | Neuaufsteiger der Saison 1975/76 |

## Turnierverlauf
Es liegen keine Informationen über Ergebnisse der Cuprunden vor dem Finale vor.
Finale

Der Sieger des ersten Pokalbewerbes der Frauen wurde in einem Hin- und Rückspiel ermittelt.
| Datum        |              | Gesamt |           | Hinspiel | Rückspiel |
| ------------ | ------------ | ------ | --------- | -------- | --------- |
| keine Angabe | USC Landhaus | 6:1    | SV Kagran | 3:1      | 3:0       |